# シャルコフスキーの定理
数学において、オレクサンドル・シャルコフスキーの名にちなむシャルコフスキーの定理（シャルコフスキーのていり、英: Sharkovskii's theorem）は、離散力学系に関する一結果である。この定理の主張の一つとして、実数直線上の離散力学系が周期 3 の周期点を持つなら、その他のすべての周期の周期点も持つ、というものがある。

## 定理
ある区間 {\displaystyle I\subset \mathbb {R} } に対し、
{\displaystyle f:I\to I}
は連続函数であると仮定する。ある x が「周期 m の周期点」であるとは、f m(x) = x が成立することを言う（ここで f m は f の m 回の反復合成写像を表す）。さらにすべての 0 < k < m に対して f k(x) ≠ x であるなら、そのような m は最小周期と言う。今、f の周期点として起こり得るすべての周期に興味がある。正の整数全体の順序を次のように小さい順に与える：
{\displaystyle {\begin{array}{cccccccc}3&5&7&9&11&\ldots &(2n+1)\cdot 2^{0}&\ldots \\3\cdot 2&5\cdot 2&7\cdot 2&9\cdot 2&11\cdot 2&\ldots &(2n+1)\cdot 2^{1}&\ldots \\3\cdot 2^{2}&5\cdot 2^{2}&7\cdot 2^{2}&9\cdot 2^{2}&11\cdot 2^{2}&\ldots &(2n+1)\cdot 2^{2}&\ldots \\3\cdot 2^{3}&5\cdot 2^{3}&7\cdot 2^{3}&9\cdot 2^{3}&11\cdot 2^{3}&\ldots &(2n+1)\cdot 2^{3}&\ldots \\&\vdots \\\ldots &2^{n}&\ldots &2^{4}&2^{3}&2^{2}&2&1\end{array}}}
すなわち、増加していく順番に奇数を並べ、その次にそれらの 2 倍、4 倍、8 倍 ... を並べる。そして最後に、減少していく順番で 2 のべき乗を並べる。するとこの表において、すべての正の整数は丁度一回現れることになる。ここで、集合 {\displaystyle \{2^{k}\mid k\in \mathbb {N} \}} は最小元を含まないため、この順序は整列順序でないことに注意されたい。シャルコフスキーの定理では、f が最小周期 m の周期点を持ち、上述の順番で m が n の先に現れるものであるなら、f は最小周期 n の周期点も持つことが示されている。
したがって、f が高々有限個の周期点しか持たないなら、それらの周期はすべて必ず 2 のべきでなければならない。さらに、周期 3 の周期点が存在するなら、他のすべての周期の周期点が存在することも分かる。
シャルコフスキーの定理で示されているのは、各周期を持つサイクルの存在であり、それらが安定であるとは示されていない。ロジスティック写像のようなシステムに対して、分岐図は幅広いパラメータの値域を示すが、そのサイクルの周期は一見すると 3 のみである。実際は、そこには全ての周期のサイクルが必ず存在するが、それらは安定ではないためコンピュータで作成された図では視認できないのである。
興味深いことに、上述の正の整数の「シャルコフスキー順序」は、ロジスティック写像との関連でわずかに異なった文脈においても現れる：すなわち分岐図において、パラメータが増加するにつれて 1 からはじまり 3 で終わる安定なサイクルが、この順序で現れるのである（ここで同じ次数の安定なサイクルがそれ以前に生じる場合は、カウントしないことにする）。
連続性の仮定は重要である。実際、不連続函数 {\displaystyle f:x\mapsto (1-x)^{-1}} はすべての値が周期 3 を持つため、反例となってしまう。

## 一般化
シャルコフスキーの定理は、他の位相空間上の力学系に直ちに応用できるものではない。周期 3 の周期点のみを持つ円周写像を見つけることは簡単である。すなわち、120度の回転を与える写像である。しかし、その空間の写像類群から周期軌道を除いたものを含むいくつかの一般化も存在する。